# فضل‌الله مجددی
فضل‌الله مجددی (زاده: ۱۳۳۵ ولسوالی برکی برک، ولایت لوگر) سیاست‌مدار افغانستانی و نماینده مردم لوگر در دوره پانزدهم مجلس نمایندگان افغانستان است. وی همچنین والی ولایت‌های لوگر، لغمان و تخار نیز بوده‌است.

## زندگی‌نامه
فضل‌الله مجددی متولد ۱۳۳۵ از منطقه قلعه بابا صاحب منطقه برکی ولسوالی برکی برک ولایت لوگر افغانستان است. وی دارای مدرک تحصیلی لیسانس است.

## دیگر فعالیت‌ها
- قوماندان/فرمانده فرقه/لشکر ۳۶ ولایت لوگر.[۱]
- عضو شورای مشورتی دولت موقت.[۱]
- رئیس دفتر مهاجرین در چترال.[۱]
- آمر/رئیس جهاد ولایت لوگر در جبهه دو بندی.[۱]
- آمر/رئیس زون/قسمت ولایات جنوب شرقی.[۱]
- عضو شورای اهل حل عقد[۱]
- عضو گردهمایی‌های بزرگ اضطراری، رئیس نمایندگی دفتر حزب جمعیت اسلامی افغانستان در زاهدان ایران.[۱]
- والی ولایت‌های لوگر، لغمان، تخار